# Rally RACE de España de 1979
El Rally RACE de España de 1979, oficialmente 27.º Rally RACE Vino de Jerez, fue la vigésimo séptima edición, la cuadragésimo quinta ronda de la temporada 1979 del Campeonato de Europa y la decimoctava de la temporada 1979 del Campeonato de España de Rally. Se celebró del 19 al 21 de octubre.
La prueba trasladó su epicentro a la ciudad de Jerez, Andalucía recuperando en gran parte el recorrido del extinto Rally del Sherry.

## Clasificación final
| Pos. | Piloto             | Copiloto         | Automóvil                | Tiempo  | Diferencia |
| ---- | ------------------ | ---------------- | ------------------------ | ------- | ---------- |
| 1.   | Jorge de Bagration | Nuria Llopis     | Lancia Stratos HF        | 3:57:11 | 0.0        |
| 2.   | Jochi Kleint       | Gunter Wanger    | Opel Ascona              | 4:03:58 | +6:47      |
| 3.   | Antonio Zanini     | Josep Autet      | Fiat 131 Abarth          | 4:05:18 | +8:07      |
| 4.   | Eduardo Augustin   | Leopold Varela   | Simca 1200 TI            | 4:18:38 | +21:27     |
| 5.   | Błażej Krupa       | Piotr Mystkowski | Renault 5 Alpine         | 4:19:32 | +22:21     |
| 6.   | "Rizos"            | Fernández        | Porsche 911              | 4:20:41 | +23:30     |
| 7.   | José Luis Sallent  | Jordi Puvill     | Opel Kadett GT/E         | 4:21:31 | +24:20     |
| 8.   | Carlos Torres      | Pedro Almeida    | Ford Escort RS 2000 MKII | 4:25:17 | +28:06     |
| 9.   | José Pedro Borges  | Rui Bevilacqua   | Opel Kadett GT/E         | 4:25:24 | +28:13     |
| 10.  | Guy Colsoul        | Alain Lopes      | Opel Kadett GT/E         | 4:26:08 | +28:57     |